# Duje Ćaleta-Car
Duje Ćaleta-Car (Šibenik, 17 de septiembre de 1996) es un futbolista croata. Juega de defensa y su equipo es la Real Sociedad de la Primera División de España. Es internacional con la selección de fútbol de Croacia.

## Selección nacional
El 4 de junio de 2018 el seleccionador Zlatko Dalić lo incluyó en la lista de 23 para la Copa Mundial de la FIFA 2018 en Rusia. Fue suplente de la selección de Croacia y jugó un partido de la fase de grupos, participando así del histórico subcampeonato conseguido por su selección.

### Participaciones en Copas del Mundo
| Mundial                        | Sede  | Resultado  | Partidos | Goles |
| ------------------------------ | ----- | ---------- | -------- | ----- |
| Copa Mundial de Fútbol de 2018 | Rusia | Subcampeón | 1        | 0     |

## Estadísticas

### Clubes
Actualizado al último partido disputado el 17 de mayo de 2025.
| Club                          | Div.          | Temporada     | Liga  | Liga  | Copas nacionales | Copas nacionales | Copas internacionales | Copas internacionales | Total | Total |
| Club                          | Div.          | Temporada     | Part. | Goles | Part.            | Goles            | Part.                 | Goles                 | Part. | Goles |
| ----------------------------- | ------------- | ------------- | ----- | ----- | ---------------- | ---------------- | --------------------- | --------------------- | ----- | ----- |
| H. N. K. Šibenik · Croacia    | 2.ª           | 2012-13       | 17    | 0     | 0                | 0                | ―                     | ―                     | 17    | 0     |
| H. N. K. Šibenik · Croacia    | Total club    | Total club    | 17    | 0     | 0                | 0                | 0                     | 0                     | 17    | 0     |
| F. C. Pasching · Austria      | 3.ª           | 2013-14       | 15    | 3     | 0                | 0                | ―                     | ―                     | 15    | 3     |
| F. C. Pasching · Austria      | Total club    | Total club    | 15    | 3     | 0                | 0                | 0                     | 0                     | 15    | 3     |
| F. C. Liefering · Austria     | 2.ª           | 2014-15       | 19    | 0     | ―                | ―                | ―                     | ―                     | 19    | 0     |
| F. C. Liefering · Austria     | 2.ª           | 2015-16       | 1     | 0     | ―                | ―                | ―                     | ―                     | 1     | 0     |
| F. C. Liefering · Austria     | Total club    | Total club    | 20    | 0     | 0                | 0                | 0                     | 0                     | 20    | 9     |
| Red Bull Salzburgo · Austria  | 1.ª           | 2014-15       | 7     | 0     | 1                | 0                | 1                     | 0                     | 9     | 0     |
| Red Bull Salzburgo · Austria  | 1.ª           | 2015-16       | 31    | 2     | 4                | 0                | 2                     | 0                     | 37    | 2     |
| Red Bull Salzburgo · Austria  | 1.ª           | 2016-17       | 18    | 0     | 5                | 0                | 7                     | 0                     | 30    | 0     |
| Red Bull Salzburgo · Austria  | 1.ª           | 2017-18       | 28    | 2     | 6                | 0                | 19                    | 0                     | 53    | 2     |
| Red Bull Salzburgo · Austria  | Total club    | Total club    | 84    | 4     | 16               | 0                | 29                    | 0                     | 144   | 4     |
| Olympique de Marsella Francia | 1.ª           | 2018-19       | 20    | 0     | 1                | 0                | 5                     | 0                     | 26    | 0     |
| Olympique de Marsella Francia | 1.ª           | 2019-20       | 23    | 1     | 3                | 0                | ―                     | ―                     | 26    | 1     |
| Olympique de Marsella Francia | 1.ª           | 2020-21       | 33    | 2     | 2                | 0                | 4                     | 0                     | 39    | 2     |
| Olympique de Marsella Francia | 1.ª           | 2021-22       | 26    | 2     | 3                | 0                | 9                     | 0                     | 38    | 2     |
| Olympique de Marsella Francia | 1.ª           | 2022-23       | 1     | 0     | ―                | ―                | ―                     | ―                     | 1     | 0     |
| Olympique de Marsella Francia | Total club    | Total club    | 103   | 5     | 9                | 0                | 18                    | 0                     | 130   | 5     |
| Southampton F. C. Inglaterra  | 1.ª           | 2022-23       | 13    | 1     | 6                | 1                | ―                     | ―                     | 19    | 2     |
| Southampton F. C. Inglaterra  | Total club    | Total club    | 13    | 1     | 6                | 1                | 0                     | 0                     | 19    | 2     |
| Olympique de Lyon Francia     | 1.ª           | 2023-24       | 24    | 0     | 5                | 0                | —                     | —                     | 29    | 0     |
| Olympique de Lyon Francia     | 1.ª           | 2024-25       | 19    | 1     | 0                | 0                | 9                     | 0                     | 28    | 1     |
| Olympique de Lyon Francia     | Total club    | Total club    | 43    | 1     | 5                | 0                | 9                     | 0                     | 57    | 1     |
| Total carrera                 | Total carrera | Total carrera | 295   | 14    | 36               | 1                | 56                    | 0                     | 387   | 15    |

## Palmarés

### Campeonatos nacionales
| Título          | Club               | País    | Año     |
| --------------- | ------------------ | ------- | ------- |
| Bundesliga      | Red Bull Salzburgo | Austria | 2014-15 |
| Copa de Austria | Red Bull Salzburgo | Austria | 2014-15 |
| Bundesliga      | Red Bull Salzburgo | Austria | 2015-16 |
| Copa de Austria | Red Bull Salzburgo | Austria | 2015-16 |
| Bundesliga      | Red Bull Salzburgo | Austria | 2016-17 |
| Copa de Austria | Red Bull Salzburgo | Austria | 2016-17 |
| Bundesliga      | Red Bull Salzburgo | Austria | 2017-18 |